# Jacques-Victor Henri

Kronprinz Jacques-Victor Henri

Jacques-Victor Henri Christophe (* 3. März 1804; † 18. Oktober 1820 in Milot, Haiti) war der jüngste Sohn von Henri Christophe und seiner Frau Marie-Louise. Von 1811 bis 1820 war er Kronprinz von Nord-Haiti.

## Leben
Jacques-Victor Henri war der jüngste Sohn von Henri Christophe, eines Offiziers der Haitianischen Revolution. Sein älterer Bruder war bereits 1805 verstorben, so dass er 1811, nach der Abtrennung von Nord-Haiti und dessen Umwandlung in eine erbliche Monarchie, Kronprinz wurde. Er wurde zeitweilig durch den englischen Lehrer William Wilson erzogen.
Im Juli 1820 brachen Aufstände aus, die Situation für den König, der im August einen Schlaganfall erlitten hatte, wurde so aussichtslos, dass er sich am 8. Oktober 1820 mit einer silbernen Kugel selbst erschoss. Aufständische besetzen die Residenz der Königsfamilie Sans Souci und setzen den Kronprinzen zunächst gefangen. Am 18. Oktober wurde er von den Aufständischen ermordet, seine Leiche wurde nie aufgefunden. Seine Mutter und die beiden Schwestern durften Haiti unbehelligt verlassen. Nominell war Jacques-Victor Henri für 10 Tage König, es gibt jedoch keine zeitgenössischen Belege, dass er jemals als Monarch proklamiert worden ist, da nach dem Tod seines Vaters die Regierung Nord-Haitis praktisch zusammengebrochen war. Nord-Haiti wurde am 26. November 1820 wieder mit Haiti vereinigt.